# 1830.
1830. je četrto desetletje v 19. stoletju med letoma 1830 in 1839. 